# Paralygris
Paralygris là một chi bướm đêm thuộc họ Geometridae.

## Các loài
- Paralygris contorta
- Paralygris delecta